# ドリナの橋
『ドリナの橋』（セルビア・クロアチア語: Na Drini ćuprija、トルコ語: Drina Köprüsü、英: The Bridge on the DrinaまたはThe Bridge over the Drina）は、ユーゴスラビアのノーベル賞作家イヴォ・アンドリッチの代表作。作家自ら幼少期を過ごしたドリナ川に面するヴィシェグラードを舞台にした歴史小説。第二次世界大戦中にベオグラードで書かれ、1945年にベオグラードで出版された。1961年にノーベル文学賞の対象となった。邦訳は、恒文社より『ドリナの橋』（東欧の文学）単行本、松谷健二（翻訳）が1966年に出版されている。 

## あらすじ

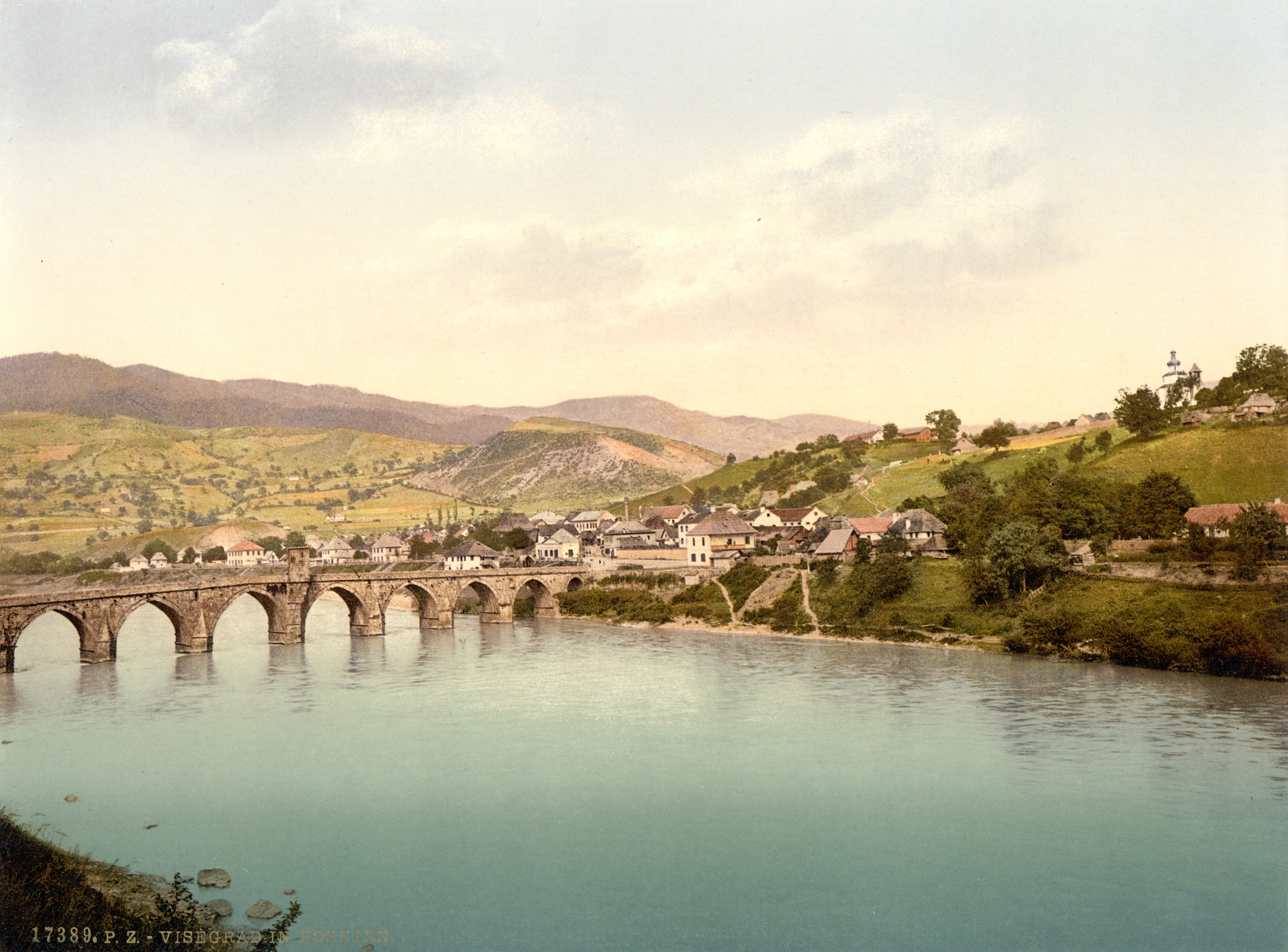
1900年のソコルル・メフメト・パシャ橋

オスマン帝国の名宰相ソコルル・メフメト・パシャは生まれ故郷の近くを流れるドリナ川に立派な石橋を建設するようミマール・スィナンに命じた。ソコルル・メフメト・パシャには忘れられぬ過去があった。少年時代、キリスト教徒の親元から引き離されてトルコ人として教育を受けた（デヴシルメ制）。小舟に乗せられサヴァ川の支流ドリナ川を渡って、遠い都に旅立っていった日の暗く苦しい思い出を忘れなかったのだった。成人の後、彼は大出世をして宰相の地位まで昇り詰めて3代のスルタンに仕えた。
1577年に10年の歳月を費やしてソコルル・メフメト・パシャ橋が完成したが、サファヴィー朝ペルシアとのオスマン・サファヴィー戦争中、1579年にダルヴィーシュ（イスラム神秘主義の修行僧）に化けていたサファヴィー朝ペルシアの間者の手にかかってソコルル・メフメト・パシャが暗殺されてしまう。しかし、完成した白く美しい石橋は長く世に残り、人々の暮らしや時代の流れを見つめ続けることになる。
大洪水が人々を苦しめたこともあった。悲恋に打ちひしがれ橋から身を投げた娘もあった。交通の要衝となった橋の両岸には町が栄えていく。
やがて、トルコが衰退してこの橋は国境になる。第一次世界大戦が勃発すると、橋を渡ってオーストリア軍が進駐してきたが、1914年に戦局が不利と見るとこの橋を爆破して退却していく。